# Letiště Milotice
Letiště Milotice je přírodní památka v katastrálním území obcí Milotice a Svatobořice-Mistřín v okrese Hodonín v Jihomoravském kraji poblíž silnice silnice II/432. Spravuje ji Agentura ochrany přírody a krajiny ČR. Území je zařazeno mezi evropsky významné lokality Natura 2000.

## Předmět ochrany
Důvodem ochrany je lokalita s výskytem sysla obecného (Spermophilus citellus).